# Ferrari LaFerrari
LaFerrari är en sportbil, tillverkad av den italienska biltillverkaren Ferrari mellan 2013 och 2018.
Ferrari introducerade superbilen LaFerrari på Internationella bilsalongen i Genève i mars 2013. Förbränningsmotorn på 6,3 liter tar hjälp av en elmotor monterad längst bak i transaxeln för att leverera sammanlagt 963 hk. Hybridsystemets batteripack har placerats mellan hjulaxlarna med låg tyngdpunkt som mål. Chassi och kaross är byggda av olika kompositer vilket håller nere vikten till 1 255 kg, fördelat på 41 procent fram och 59 procent bak.
LaFerrari kommer att byggas i 499 exemplar och priset är satt till 1 300 000 euro.

## Tekniska data
| Tekniska data                  | LaFerrari                                                             |
| ------------------------------ | --------------------------------------------------------------------- |
| Motor:                         | 12-cylindrig 65° V-motor                                              |
| Cylindervolym:                 | 6262 cm³                                                              |
| Borrning x slaglängd:          | 94,0x75,2 mm                                                          |
| Kompression:                   | 13,5:1                                                                |
| Max effekt vid varvtal:        | 800 hk vid 9 000 v/min                                                |
| Max vridmoment vid varvtal:    | 700 Nm vid 6 750 v/min                                                |
| Ventilstyrning:                | Dubbla överliggande kamaxlar per cylinderrad, 4 ventiler per cylinder |
| Bränslesystem:                 | Bränsleinsprutning                                                    |
| Hybridsystem:                  | KERS-system med 2 st elmotorer på 120 kW/270 Nm                       |
| Växellåda:                     | 7-växlad växellåda med dubbelkoppling                                 |
| Bromsar:                       | Keramiska skivbromsar                                                 |
| Hjulupphängning fram:          | Dubbla tvärlänkar, skruvfjädrar                                       |
| Hjulupphängning bak:           | Multilänk, skruvfjädrar                                               |
| Chassi & kaross:               | Kolfiberchassi med kaross i Kevlar.                                   |
| Däck:                          | Fram: 265/30 R19 Bak: 345/30 R20                                      |
| Hjulbas:                       | 2665 mm                                                               |
| L x B x H:                     | 4702 x 1992 x 1116 mm                                                 |
| Torrvikt:                      | 1255 kg                                                               |
| Acceleration 0 – 100 km/h:     | <3 s                                                                  |
| Acceleration 0 – 300 km/h:     | 15 s                                                                  |
| Toppfart:                      | >340 km/h                                                             |
| Bränsleförbrukning per 100 km: | 14,2 l                                                                |
| CO2-utsläpp per km:            | 330 g                                                                 |